# Bălgarene, Loveci
Bălgarene (în bulgară Българене) este un sat în comuna Loveci, regiunea Loveci,  Bulgaria. 

## Demografie
Componența etnică a satului Bălgarene
     Bulgari (73,71%)
     Nicio identificare (12,57%)
     Romi (4%)
     Turci (9,71%)
La recensământul din 2011, populația satului Bălgarene era de 175 locuitori. Din punct de vedere etnic, majoritatea locuitorilor (73,71%) erau bulgari, existând și minorități de turci (9,71%) și romi (4%). Pentru 12,57% din locuitori nu este cunoscută apartenența etnică.